# 繡眶鋸雀鯛
繡眶鋸雀鯛（學名：Stegastes pictus），又稱繡高身雀鯛，為輻鰭魚綱雀鯛科眶鋸雀鯛屬下的一個種，分布於西大西洋巴西海域，深度可達70公尺，本魚體呈橢圓形而側扁，吻短而鈍圓。口中型，具頜齒，小而呈圓錐狀，眶下骨裸出，下緣具鋸齒，前鰓蓋骨後緣具鋸齒，下鰓蓋骨後緣無鋸齒，體被櫛鱗，體色深棕黑色，有黃色的眼睛、黃色的胸鰭和尾鰭，鰓蓋邊緣呈現淺色，背鰭硬棘12枚、背鰭軟條15-16枚、臀鰭硬棘2枚、臀鰭軟條14-15枚，體長可達7.5公分，棲息在珊瑚礁、岩礁，屬雜食性，以藻類及有機碎屑為食，具有領域性，繁殖期時成對出現，雄魚會守護卵直到孵化，生活習性不明，可做為觀賞魚。